# ヴィクトリア・ヘクト
ヴィクトリア・ヘクト（英語: Victoria Hecht, ハンガリー語: Hacht Viktória ハフト・ヴィクトーリア、 1993年5月5日 - ）は、アメリカ合衆国出身、アメリカ、ハンガリーの女性フィギュアスケート選手（女子シングル、ペア）。2009年ハンガリーフィギュアスケート選手権(ペア)優勝。パートナーはクリストファー・トレフィル。

## 経歴
元々女子シングルのアメリカ所属選手で、2008年トリグラフトロフィージュニアクラスで優勝している。
2009年、パートナーを募集していたクリストファー・トレフィルと新たにペアを結成し、ハンガリー所属で国際大会に出場している。

## 主な戦績

### ペア
| 大会/年              | 2009-10 |
| -------------------- | ------- |
| 欧州選手権           | 20      |
| ハンガリー選手権     | 1       |
| JGP B.シュベルター杯 | 14      |
| JGP トルン杯         | 11      |

#### 詳細
| 2009-2010 シーズン    |                                                                |          |          |           |
| 開催日                | 大会名                                                         | SP       | FS       | 結果      |
| 2010年1月19日 - 20日  | ヨーロッパフィギュアスケート選手権（タリン）                   | 20 29.34 | -        | 20        |
| 2009年12月19日 - 20日 | ハンガリーフィギュアスケート選手権 シニアクラス（ブダペスト）  | 1 44.05  | 1 86.19  | 1 130.24  |
| 2009年10月2日 - 3日   | ISUジュニアグランプリ ブラオエン・シュベルター杯（ドレスデン） | 16 37.34 | 14 69.83 | 14 107.17 |
| 2009年9月10日 - 12日  | ISUジュニアグランプリ トルン杯（トルン）                       | 10 37.06 | 13 59.9  | 11 96.96  |

### 女子シングル
| 大会/年          | 2006-07 | 2007-08 | 2008-09 | 2009-10 |
| ---------------- | ------- | ------- | ------- | ------- |
| ハンガリー選手権 |         |         |         | 3 J     |
| 全米選手権       | 8 N     | 9 N     |         |         |
| トリグラフ杯     |         | 1 J     |         |         |

- N = ノービスクラス

#### 詳細
| 2009-2010 シーズン    |                                                                 |         |         |         |
| 開催日                | 大会名                                                          | SP      | FS      | 結果    |
| 2009年12月19日 - 20日 | ハンガリーフィギュアスケート選手権 ジュニアクラス（ブダペスト） | 1 37.15 | 3 53.35 | 3 90.50 |

| 2007-2008 シーズン |                                                    |         |         |          |
| 開催日             | 大会名                                             | SP      | FS      | 結果     |
| 2008年4月2日 - 5日 | トリグラフトロフィージュニアクラス（イェセニツェ） | 1 46.12 | 3 66.01 | 1 112.13 |